# فرودگاه مونتاگ (کالیفرنیا)

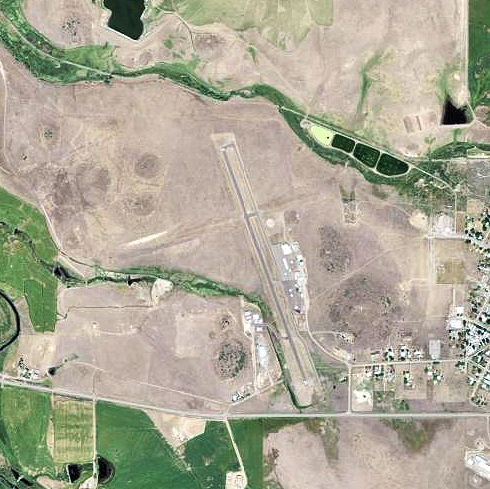
تصویر ماهواره‌ای از فرودگاه مونتاک (کالیفرنیا)

فرودگاه مونتاگ (کالیفرنیا) (به انگلیسی: Montague Airport (California)) یک فرودگاه همگانی با کد یاتا RKC است که یک باند فرود آسفالت دارد و طول باند آن ۱۰۲۴ متر است. این فرودگاه در شهر مونتاگو، کالیفرنیا کشور ایالات متحده آمریکا قرار دارد و در ارتفاع ۷۷۰ متری از سطح دریا واقع شده‌است.